# Animal Crossing: Pocket Camp
Animal Crossing: Pocket Camp (どうぶつの森 ポケットキャンプ, Dōbutsu no Mori Poketto Kyanpu) é um jogo eletrônico de simulação social desenvolvido pela Nintendo Entertainment Planning & Development e NDcube e publicado pela Nintendo. Ele foi lançado na Austrália em outubro de 2017 e mundialmente no mês seguinte para Android e iOS. O jogo continua a série de simulações sociais que permitem que os jogadores interajam em um pequenos acampamento com diversos campistas, realizando pequenas tarefas, participando de comércio e decorando espaços de convivência. O jogo foi dirigido por Kazuyoshi Sensui e produzido por Hideki Konno.